# Comuna Tolokun, Vîșhorod
Tolokun (în ucraineană Толокунь) este o comună în raionul Vîșhorod, regiunea Kiev, Ucraina, formată din satele Petrivske și Tolokun (reședința).

## Demografie
Componența lingvistică a comunei Tolokun
     Ucraineană (96,69%)
     Rusă (3,31%)
Conform recensământului din 2001, majoritatea populației comunei Tolokun era vorbitoare de ucraineană (96,69%), existând în minoritate și vorbitori de rusă (3,31%).